# 关建勋
关建勋（1962年11月—），中华人民共和国政治人物，籍贯山西省临猗县，中共党员。长期在山西省农业主管机关任职，後出任阳泉市委书记、中共山西省委副秘书长等职。

## 生平
关建勋于1980年考入山西农业大学，主修农业经济管理科，毕业后即从政，先后在山西省农牧厅经管局、中共山西省委农工部任职，並从事农业经济相关的研究。山西省农业厅与山西省委农工办合并后，他先后担任山西省农业厅农村工作处处长、副厅长兼省委农村工作领导小组办公室副主任。2013年5月，出任山西省农科院院长，2015年5月转任山西省农业厅厅长。
2018年2月，他接替已经升任山西省副省长的陈永奇，出任中共阳泉市委书记。2020年3月，回到太原市，出任中共山西省委副秘书长，主持省委办公厅日常工作。2021年1月，他当选为第十三届山西省人大常委会委员，并于翌年1月成为山西省人民代表大会监察和司法委员会主任委员，任职至今。

## 延伸阅读
- 关建勋. . 农业开发与装备. 2014, (07). WFdata:periodical/njjzy201407014.